# Блу-сіті (фільм)
Блу-сіті (англ. Blue City) — американський бойовик 1986 року.

## Сюжет
Біллі Тарнер повертається в своє рідне місто. Тут Біллі народився, тут жив його батько, який був мером міста. І тут в цьому місті батько Біллі був убитий, а вбивця зник, поліція його не знайшла, і він залишився невідомим. Тепер Біллі хоче все розслідувати сам і знайти вбивцю свого батька.

## У ролях
| Актор          | Роль            |
| -------------- | --------------- |
| Джадд Нельсон  | Біллі Тарнер    |
| Еллі Шиді      | Енні Рейфорд    |
| Девід Карузо   | Джої Рейфорд    |
| Пол Вінфілд    | Лютер Рейнольдс |
| Скотт Вілсон   | Перрі Керч      |
| Аніта Морріс   | Мальвіна Керч   |
| Луіс Контрерас | лейтенант Орітц |
| Джулі Кармен   | Деббі Торрес    |
| Аллан Граф     | Граф            |
| Генк Стоун     | Генк            |